# Hewitsonia crippsi
Hewitsonia crippsi är en fjärilsart som beskrevs av Stoneham 1934. Hewitsonia crippsi ingår i släktet Hewitsonia och familjen juvelvingar. Inga underarter finns listade i Catalogue of Life.